# مولفتا
شهر مولفتا (به ایتالیایی: Molfetta) با جمعیت ۵۹٬۷۹۳ نفر در ناحیه آپولیا در کشور ایتالیا واقع شده‌است.